# Mirabilis (empresa)
Mirabilis és l'empresa de programari israelià responsable de la creació del servei de missatgeria instantània ICQ, el qual va ser immensament popular en la dècada dels 90. Mirabilis va ser creada en 1996 per Arik Vardi, Yair Goldfinger, Sefi Vigiser, i Amnon Amir, i va ser comprada dos anys més tard per l'empresa nord-americana AOL. L'actual propietari de Mirabilis és Time Warner.